# 泰勒斜鋸牙鯊
泰勒斜锯牙鲨（学名：Rhizoprionodon taylori），是軟骨魚綱真鯊目真鲨科斜锯牙鲨属一种，分布於西太平洋巴布亞紐幾內亞外海與澳洲北部海域，深度可達300公尺，本魚體延長且粗壯，頭部扁平，吻尖細長，上唇溝短，頭部兩側嘴角後方擴大的下顎孔總數通常超過16個，牙齒無鋸齒狀，背鰭2個，第一背鰭起點通常位於胸鰭尖端上方，第二背起點在肛門基部，體上面棕灰色，下面白色，鰭邊緣淺但不明顯，體長可達69.1公分，壽命可達7年，棲息在大陸棚，屬肉食性，生活習性不明。